# Canadian Open 2024
Il Canadian Open 2024, anche noto come National Bank Open presented by Rogers per motivi di sponsorizzazione, è stato un torneo di tennis giocato sul cemento. È stata la 133ª edizione del torneo maschile facente parte della categoria ATP Tour Masters 1000 nell'ambito dell'ATP Tour 2024, e la 122ª di quello femminile relativa alla categoria WTA Tour 1000 nell'ambito del WTA Tour 2024. Il torneo maschile si è giocato all'IGA Stadium di Montréal, mentre quello femminile al Sobeys Stadium di Toronto, entrambi dal 6 al 12 agosto 2024.

## Partecipanti ATP

### Teste di serie
| Nazionalità | Giocatore             | Ranking* | Testa di serie |
| ----------- | --------------------- | -------- | -------------- |
| Italia      | Jannik Sinner         | 1        | 1              |
| Germania    | Alexander Zverev      | 4        | 2              |
|             | Daniil Medvedev       | 5        | 3              |
| Polonia     | Hubert Hurkacz        | 6        | 4              |
|             | Andrej Rublëv         | 8        | 5              |
| Norvegia    | Casper Ruud           | 9        | 6              |
| Bulgaria    | Grigor Dimitrov       | 10       | 7              |
| Grecia      | Stefanos Tsitsipas    | 11       | 8              |
| Stati Uniti | Taylor Fritz          | 13       | 9              |
| Stati Uniti | Tommy Paul            | 12       | 10             |
| Stati Uniti | Ben Shelton           | 14       | 11             |
| Francia     | Ugo Humbert           | 15       | 12             |
| Danimarca   | Holger Rune           | 17       | 13             |
| Canada      | Félix Auger-Aliassime | 19       | 14             |
| Cile        | Alejandro Tabilo      | 21       | 15             |
|             | Karen Chačanov        | 22       | 16             |

* Ranking al 29 luglio 2024.

### Altri partecipanti
I seguenti giocatori hanno ricevuto una wildcard per il tabellone principale:
- Gabriel Diallo
- Vasek Pospisil
- Milos Raonic
- Denis Shapovalov

I seguenti giocatori sono entrati in tabellone con il ranking protetto:
- Pablo Carreño Busta
- Kei Nishikori

I seguenti giocatori sono passati dalle qualificazioni:

- Mackenzie McDonald
- Arthur Rinderknech
- Thanasi Kokkinakis
- Brandon Nakashima
- Tarō Daniel
- Rinky Hijikata
- Borna Ćorić

I seguenti giocatori sono entrati in tabellone come lucky loser:
- Roberto Bautista Agut
- James Duckworth

### Ritiri
Prima del torneo
- Carlos Alcaraz → sostituito da  Flavio Cobolli
- Sebastián Báez → sostituito da  Kei Nishikori
- Francisco Cerúndolo → sostituito da  Alexei Popyrin
- Alex de Minaur → sostituito da  Miomir Kecmanović
- Novak Đoković → sostituito da  Roman Safiullin
- Jiří Lehečka → sostituito da  Marcos Giron
- Lorenzo Musetti → sostituito da  Nuno Borges
- Cameron Norrie → sostituito da  James Duckworth
- Milos Raonic → sostituito da  Roberto Bautista Agut
- Jan-Lennard Struff → sostituito da  Lorenzo Sonego
- Zhang Zhizhen → sostituito da  Pedro Martínez

## Partecipanti ATP doppio

### Teste di serie
| Nazione     | Giocatore         | Nazione       | Giocatore              | Ranking* | Testa di serie |
| ----------- | ----------------- | ------------- | ---------------------- | -------- | -------------- |
| Spagna      | Marcel Granollers | Argentina     | Horacio Zeballos       | 2        | 1              |
| India       | Rohan Bopanna     | Australia     | Matthew Ebden          | 7        | 2              |
| Stati Uniti | Rajeev Ram        | Regno Unito   | Joe Salisbury          | 11       | 3              |
| El Salvador | Marcelo Arévalo   | Croazia       | Mate Pavić             | 15       | 4              |
| Italia      | Simone Bolelli    | Italia        | Andrea Vavassori       | 19       | 5              |
| Messico     | Santiago González | Francia       | Édouard Roger-Vasselin | 26       | 6              |
| Argentina   | Máximo González   | Argentina     | Andrés Molteni         | 28       | 7              |
| Finlandia   | Harri Heliövaara  | Regno Unito   | Henry Patten           | 30       | 8              |
| Regno Unito | Neal Skupski      | Nuova Zelanda | Michael Venus          | 39       | 9              |
| Germania    | Kevin Krawietz    | Germania      | Tim Pütz               | 42       | 10             |
| Croazia     | Ivan Dodig        | Paesi Bassi   | Jean-Julien Rojer      | 46       | 11             |
| Australia   | Max Purcell       | Australia     | Jordan Thompson        | 47       | 12             |
| Stati Uniti | Nathaniel Lammons | Stati Uniti   | Jackson Withrow        | 56       | 13             |
| Monaco      | Hugo Nys          | Polonia       | Jan Zieliński          | 61       | 14             |
| Regno Unito | Lloyd Glasspool   | Croazia       | Nikola Mektić          | 67       | 15             |
| Belgio      | Sander Gillé      | Belgio        | Joran Vliegen          | 70       | 16             |

* Ranking al 29 luglio 2024.

### Altri partecipanti
Le seguenti coppie di giocatori hanno ricevuto una wildcard per il tabellone principale:
- Félix Auger-Aliassime /  Alexis Galarneau
- Liam Draxl /  Benjamin Sigouin
- Vasek Pospisil /  Denis Shapovalov

### Ritiri
Prima del torneo
- Sadio Doumbia /  Fabien Reboul → sostituiti da  Nathaniel Lammons /  Jackson Withrow
- Wesley Koolhof /  Nikola Mektić → sostituiti da  Lloyd Glasspool /  Nikola Mektić

## Partecipanti WTA

### Teste di serie
| Nazionalità | Giocatore           | Ranking* | Testa di serie |
| ----------- | ------------------- | -------- | -------------- |
| Stati Uniti | Coco Gauff          | 2        | 1              |
|             | Aryna Sabalenka     | 3        | 2              |
| Stati Uniti | Jessica Pegula      | 6        | 3              |
| Lettonia    | Jeļena Ostapenko    | 11       | 4              |
|             | Dar'ja Kasatkina    | 12       | 5              |
|             | Ljudmila Samsonova  | 13       | 6              |
| Stati Uniti | Madison Keys        | 14       | 7              |
| Stati Uniti | Emma Navarro        | 15       | 8              |
| Tunisia     | Ons Jabeur          | 16       | 9              |
|             | Anna Kalinskaja     | 17       | 10             |
| Ucraina     | Marta Kostjuk       | 20       | 11             |
|             | Viktoryja Azaranka  | 19       | 12             |
| Brasile     | Beatriz Haddad Maia | 22       | 13             |
|             | Diana Šnajder       | 24       | 14             |
| Canada      | Leylah Fernandez    | 25       | 15             |
| Ucraina     | Dajana Jastrems'ka  | 27       | 16             |

* Ranking al 29 luglio 2024.

### Altre partecipanti
Le seguenti giocatrici hanno ricevuto una wildcard per il tabellone principale:
- Bianca Andreescu
- Rebecca Marino
- Naomi Ōsaka
- Marina Stakusic

Le seguenti giocatrici sono entrate nel tabellone con il ranking protetto:
- Amanda Anisimova
- Paula Badosa
- Shelby Rogers
- Zhang Shuai

Le seguenti giocatrici sono passate dalle qualificazioni:

- Ėrika Andreeva
- Louisa Chirico
- Ashlyn Krueger
- Greet Minnen
- Bernarda Pera
- Moyuka Uchijima
- Katie Volynets
- Wang Yafan

Le seguenti giocatrici sono entrate in tabellone come lucky loser:
- Harriet Dart
- Nao Hibino
- Taylor Townsend

### Ritiri
Prima del torneo
- Ekaterina Aleksandrova → sostituita da  Cristina Bucșa
- Sorana Cîrstea → sostituita da  Karolína Plíšková
- Danielle Collins → sostituita da  Caroline Dolehide
- Caroline Garcia → sostituita da  Shelby Rogers
- Anhelina Kalinina → sostituita da  Harriet Dart
- Barbora Krejčiková → sostituita da  Zhang Shuai
- Veronika Kudermetova → sostituita da  Viktorija Tomova
- Karolína Muchová → sostituita da  Clara Tauson
- Linda Nosková → sostituita da  Nadia Podoroska
- Jasmine Paolini → sostituita da  Peyton Stearns
- Julija Putinceva → sostituita da  Taylor Townsend
- Elena Rybakina → sostituita da  Sofia Kenin
- Maria Sakkarī → sostituita da  Sloane Stephens
- Kateřina Siniaková → sostituita da  Amanda Anisimova
- Iga Świątek → sostituita da  Magdalena Fręch
- Donna Vekić → sostituita da  Lesja Curenko
- Markéta Vondroušová → sostituita da  Anna Blinkova
- Wang Xinyu → sostituita da  Anhelina Kalinina
- Zhang Shuai → sostituita da  Nao Hibino
- Zheng Qinwen → sostituita da  Tatjana Maria

## Partecipanti WTA doppio

### Teste di serie
| Nazione     | Giocatore          | Nazione       | Giocatore             | Ranking | Testa di serie |
| ----------- | ------------------ | ------------- | --------------------- | ------- | -------------- |
| Canada      | Gabriela Dabrowski | Nuova Zelanda | Erin Routliffe        | 4       | 1              |
| Ucraina     | Ljudmyla Kičenok   | Lettonia      | Jeļena Ostapenko      | 31      | 2              |
| Stati Uniti | Caroline Dolehide  | Stati Uniti   | Desirae Krawczyk      | 33      | 3              |
| Belgio      | Elise Mertens      | Stati Uniti   | Asia Muhammad         | 36      | 4              |
| Paesi Bassi | Demi Schuurs       | Brasile       | Luisa Stefani         | 40      | 5              |
| Norvegia    | Ulrikke Eikeri     | Australia     | Ellen Perez           | 40      | 6              |
| Stati Uniti | Sofia Kenin        | Stati Uniti   | Bethanie Mattek-Sands | 60      | 7              |
| Spagna      | Cristina Bucșa     | Cina          | Xu Yifan              | 71      | 8              |

Ranking al 29 luglio 2024.

### Altre partecipanti
Le seguenti coppie hanno ricevuto una wildcard per il tabellone principale:
- Ariana Arseneault /  Mia Kupres
- Bianca Fernandez /  Leylah Fernandez
- Rebecca Marino /  Marina Stakusic

## Punti
| Torneo              | V    | F   | SF  | QF  | 3T   | 2T   | 1T | Q    | Q2   | Q1   |
| Singolare maschile  | 1000 | 650 | 400 | 200 | 100  | 50*  | 10 | 30   | 16   | 0    |
| Doppio maschile     | 1000 | 600 | 360 | 180 | N.D. | 90*  | 0  | N.D. | N.D. | N.D. |
| Singolare femminile | 1000 | 650 | 390 | 215 | 120  | 65*  | 10 | 30   | 20   | 2    |
| Doppio femminile    | 1000 | 650 | 390 | 215 | N.D. | 120* | 10 | N.D. | N.D. | N.D. |

* I giocatori con un bye ricevono i punti del primo turno.

## Montepremi
| Torneo              | V           | F         | SF        | QF        | 3T       | 2T       | 1T       | Q2       | Q1      |
| Singolare maschile  | 1 049 460 $ | 573 090 $ | 313 395 $ | 170 940 $ | 91 435 $ | 49 030 $ | 27 165 $ | 13 915 $ | 7 290 $ |
| Singolare femminile | 523 485 $   | 308 320 $ | 158 944 $ | 72 965 $  | 36 454 $ | 20 650 $ | 14 800 $ | 8 800 $  | 4 610 $ |
| Doppio maschile*    | 322 000 $   | 174 920 $ | 96 090 $  | 53 010 $  | N.D.     | 29 140 $ | 15 910 $ | N.D.     | N.D.    |
| Doppio femminile*   | 154 160 $   | 86 710 $  | 46 570 $  | 24 090 $  | N.D.     | 13 650 $ | 9 100 $  | N.D.     | N.D.    |

*per team

## Campioni

### Singolare maschile
Alexei Popyrin ha sconfitto in finale  Andrej Rublëv con il punteggio di 6-2, 6-4.
- È il terzo titolo in carriera per Popyrin, il primo in stagione.

### Singolare femminile
Jessica Pegula ha sconfitto in finale  Amanda Anisimova con il punteggio di 6-3, 2-6, 6-1.
- È il sesto titolo in carriera per Pegula, il secondo in stagione.

### Doppio maschile
Marcel Granollers /  Horacio Zeballos hanno sconfitto in finale  Rajeev Ram /  Joe Salisbury con il punteggio di 6-2, 7-6(4).

### Doppio femminile
Caroline Dolehide /  Desirae Krawczyk hanno sconfitto in finale  Gabriela Dabrowski /  Erin Routliffe con il punteggio di 7-6(2), 3-6, [10-7].